# 佐賀主婦の店
「株式会社 佐賀主婦の店」は、佐賀県で主婦8人が創業した文字通りの主婦の店として知られていた消費者運動としてスタートしたスーパーマーケットである。
1992年（平成4年）1月に商号を「株式会社 ハロー」に変更した。

## 歴史・概要
佐賀の主婦15人による読書会「菱の実会」で、メンバーの一人が岐阜の主婦の店の記事を持ち込んだのをきっかけに、当時・佐賀市議会議員だった牛島国枝達が各地のスーパーマーケットの見学などを行い、自らの手での開業することになった。
そして、読書会15人のうち8人が出資して、1958年（昭和33年）9月2日に資本金200万円で「株式会社 佐賀主婦の店」を設立した。
主婦の店の指導者の一人から、繁華街ではなく、住宅街への出店を進められたことから、当時の佐賀市街地の西の外れであった西魚町にあった元警察官の所有地に店舗の建物を建設してもらい、それを借り受けて開業することとした。
しかし、既存の小売業者からの激しい反対にあったことから、佐賀県内の業者からの青果や鮮魚、肉類などの生鮮食品、牛乳や豆腐などの日配食品などの仕入れが困難な状況となった。
その為、鮮魚と肉類は近隣の既存店を入居させることで確保。
青果については、隣県で県境に近い久留米市の青果市場からの調達を図ることになり、同市場側のトラックで運送してもらう形で調達することになった。
こうして、1958年（昭和33年）11月18日に「佐賀主婦の店」が開業した。
開業当初は、セルフサービス方式に馴染みのない買い物客の為、「代金は出口の勘定場で」や「カゴにご自由にお入れください」などの張り紙をして、その利用方法の周知を図った。
創業当初の品揃えは、生鮮食品を主体とする食料品で、日用雑貨や文具なども取り扱ったが、衣料品は靴下とタオルなどのみとしていた。
また、創業当時、佐賀の既存の食料品店の多くが定価販売であったことから、1割引きなどで販売した当店の価格は魅力的なものとなっており、当店で仕入れて販売する小売店が一部出るような状況となった。
そして、創業時には断られていた佐賀県魚市場からの仕入れも行えるようになり、創業から5年目には仕入れ量が最大となったことから、同市場から祝辞を依頼されるようになった。
その祝辞で、創業当時に「あなたたちがうちに魚を買わせてくれなかった」と牛島国枝が述べた…という逸話も残っている。
1962年（昭和37年）8月には出資者を広く募って約100人に増やし、資本金1600万円まで増資した。この当時の株主は創業メンバーの知人たちで、主婦の店を応援・協力してくれる主婦のみで構成されていた。
当初は消費者の集団のいる団地内などに小型の食品スーパーのチェーン展開を進め、1975年（昭和50年）には19店舗まで増やした。
そして、人材確保やモータリゼーションへの対応するため、大型店を出店することになり、1977年（昭和52年）に「ハロー佐賀店」を開業した。この店舗名は消費者からの公募で選ばれたもので、当時の佐賀市街地の北の外れを通る国道沿いに出店した。
1978年（昭和53年）8月に「リンデンフーズ」を設立して総菜工場を開設し、独自の総菜製造を開始。
1980年（昭和55年）3月に「シジシージャパン九州本部」の設立に参加した。
1983年（昭和58年）に「ハローフーズ」を設立して漬物工場を開設し、独自の漬物製造を開始。
1984年（昭和59年）10月に「大和農園」を設立して、倒産仕掛けたもやし工場を買収し、もやしとカイワレの製造を開始した。
1987年（昭和62年）4月に全店舗にPOSシステムを導入した。
県外資本による競合店の進出に対応するため、1990年（平成2年）に小型店での日用雑貨の取り扱いを廃止して食品専門店への業態転換を進めた。
1992年（平成4年）1月に商号を「株式会社 ハロー」に変更した。
1998年（平成10年）11月に「えじまや」を吸収合併した。
2002年（平成14年）5月にイオンに買収されて同社の傘下に入った。
そして、2003年（平成15年）11月21日にマックスバリュ九州に「西九州ウエルマート」と共に吸収合併され、消滅した。

## 年表
- 1958年（昭和33年）
  - 9月2日[1] - 資本金200万円で「株式会社 佐賀主婦の店」を設立[6]。
  - 11月18日 - 「佐賀主婦の店」を開業[10]。
- 1960年（昭和35年）9月 - 「有限会社 江島屋」を設立[19]。
- 1977年（昭和52年）5月 - 本部を移転[5]。
- 1978年（昭和53年）8月 - 「リンデンフーズ」を設立して総菜工場を開設[12]。
- 1979年（昭和54年）6月 - 江島屋と「寿屋」が共同出資で新会社「えじまや」を設立し、同社の19店舗の営業を継承[20]。
- 1980年（昭和55年）3月[5] - 「シジシージャパン九州本部」の設立に参加した[13]。
- 1983年（昭和58年） - 「ハローフーズ」を設立して漬物工場を開設[12]。
- 1984年（昭和59年）10月 - 「大和農園」を設立して、倒産仕掛けたもやし工場を買収[12]。
- 1987年（昭和62年）4月 - 全店舗にPOSシステムを導入[14]。
- 1992年（平成4年）1月 - 「株式会社 ハロー」に社名変更[5]。
- 1998年（平成10年）11月[16] - 「えじまや」を吸収合併[17]。
- 2002年（平成14年）5月 - イオンに買収される[17]。
- 2003年（平成15年）11月21日 - マックスバリュ九州に「西九州ウエルマート」と共に吸収合併され、消滅[18]。

## かつて存在した店舗

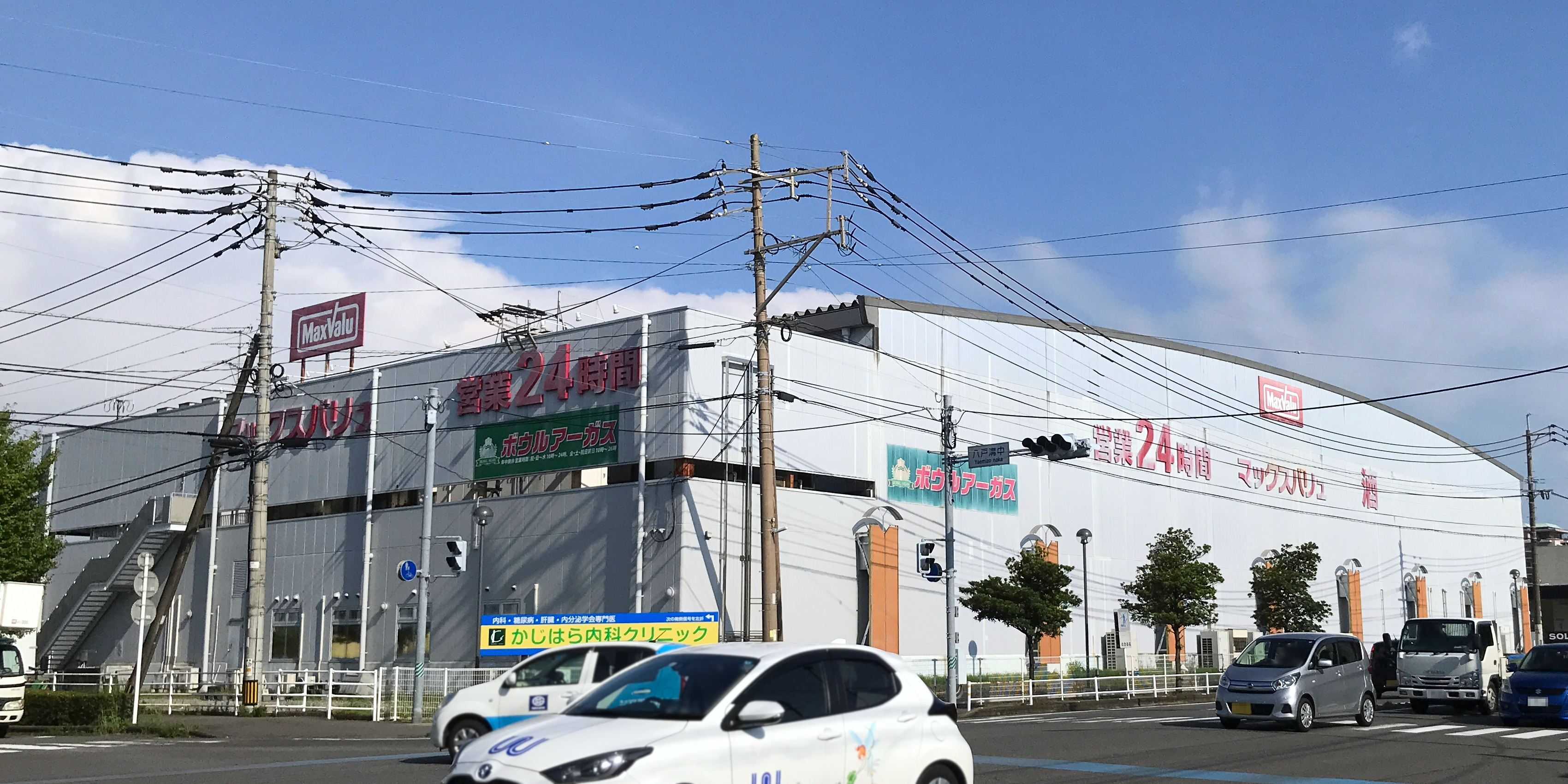
マックスバリュ佐賀西店（2023年撮影）。旧アーガス本店。

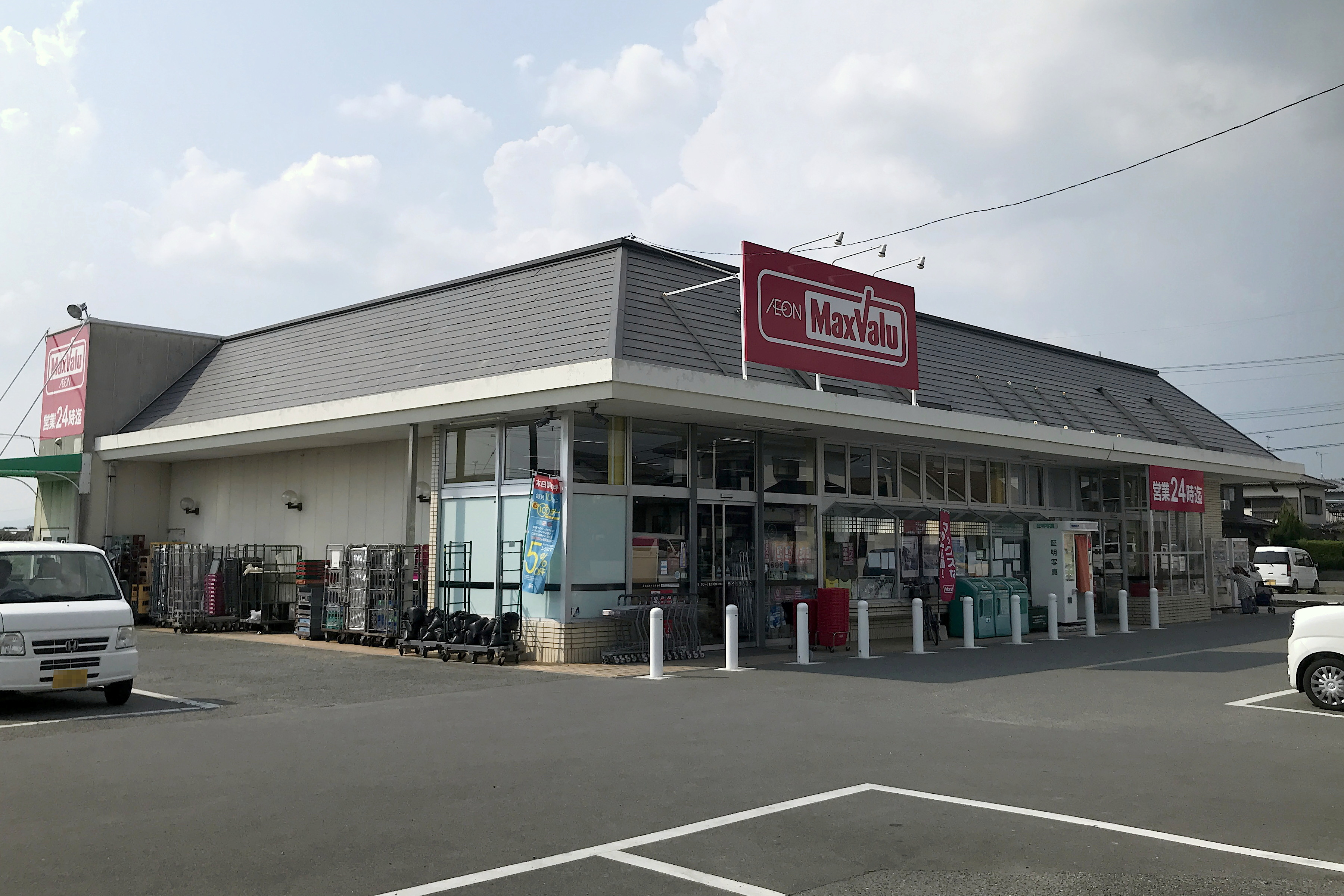
"ハロー"の名を残しているマックスバリュハロー東与賀店（2023年撮影）。旧ハロー東与賀店。

「ハロー」や「アーガス」、「くらし館」、「えじまや」などの店名で出店してした。

### 佐賀市
- 西魚店（佐賀市伊勢町1-6[21]（旧・西魚町64[22]）、1958年（昭和33年）11月18日開店[10][22]）

売場面積561m2 → 621m2
通常の売場は1階のみで、2階の一部に臨時売り場を設けていた。
- 水ケ江店（佐賀市水ケ江町4-5-17[23]、1966年（昭和41年）8月1日開店[23][24]）

売場面積396m2
- 戸上店 → ヤエ店（佐賀市大財5-3-5[25]、1962年（昭和37年）8月8日開店[26]）

売場面積180m2
- 日新店（佐賀市長瀬町93[27]、1963年（昭和38年）12月18日開店[27]）

売場面積297m2
- （初代）神野店（佐賀市神野町1117[28]、1960年（昭和35年）5月9日開店[27]）

売場面積429m2
- （2代目）神野店（佐賀市神野西3-1127-6[21]、1979年（昭和54年）10月12日開店[29]）

売場面積680m2
- 本庄店（佐賀市本庄町1149-1[30]（旧・大字本庄字二本松[31]）、1969年（昭和44年）6月1日開店[31]）

売場面積390m2
- ハロー高木瀬店（佐賀市高木瀬町大字高木183-1[32]、1967年（昭和42年）9月1日開店[26]）

売場面積324m2
- 城北店（佐賀市高木瀬町大字長瀬字小里406[26]、1970年（昭和45年）12月24日開店[33]）

売場面積363m2
- ハロー高木瀬北店（佐賀市高木瀬町長瀬721-1[34]、1981年（昭和56年）7月3日開店[35]）

売場面積329m2
- 輸入自由市場（佐賀市高木瀬町[36]、1994年（平成6年）12月開店[36]）

売場面積612m2
- 上高木店（佐賀市高木瀬町大字高木1477-7[30]、1974年（昭和49年）12月14日開店[37] - 1980年（昭和55年）10月閉店[38]）

- エコーベスト電器若楠店（佐賀市高木瀬町大字高木1477-7[39]、1981年（昭和56年）1月開店[38]）

エコーがフランチャイズ契約をし、上高木店跡に出店した電器専門店
- ハロー若楠店（佐賀市高木瀬町大字高木1485-3[34]、1980年（昭和55年）10月2日開店[41]）

売場面積830m2
- ハロー佐賀店（佐賀市新中町6-11[43]、1977年（昭和52年）5月1日開店[44]）

売場面積1,450m2
本部を併設
1990年（平成2年）冬に2階駐車場に上がる壁面に萩原貞行が壁画「目玉の絵」が描かれた。
- 鍋島店（佐賀市神園5-4-23[26]、1970年（昭和45年）5月1日開店[26]）

売場面積566m2
- 東佐賀店（佐賀市、1975年（昭和50年）4月8日開店[46]）

- ハロー城西店（佐賀市西与賀町大字厘外三松松五角1116[26]、1971年（昭和46年）12月1日開店[47]）

売場面積429m2
- ハロー東田代店（佐賀市田代2-6-14[34]、1981年（昭和56年）4月10日開店[41]）

売場面積299m2
- ハロー循誘店（佐賀市東佐賀町[36]、1983年（昭和58年）3月開店[36]）

売場面積300m2
- ハロー城東店（佐賀市内[36]、1990年（平成2年）11月開店[36]）

売場面積229m2
- 城内店（佐賀市城内1-19-3[48]、1973年（昭和48年）6月1日開店[49]）

売場面積105m2
- 扇町店（佐賀市嘉瀬町扇町2444-1[50]、1974年（昭和49年）7月1日開店[37]）

売場面積198m2
- 紡績通店（佐賀市天神3-1-2[48]、1976年（昭和51年）6月4日開店[46]）

売場面積212m2
- 江上店（佐賀市北川副町大字江上564-8[51]、1980年（昭和55年）12月14日開店[41]）

売場面積300m2
- ハローみなみ店（佐賀市北川副町大字木原字四本柳183-1[52]、1987年（昭和62年）10月末開店[53]）

延べ床面積4,410m2、売場面積2,599m2
- アーガス本店（佐賀市八戸溝3-928-2[55]、1993年（平成5年）10月開店[55]）

延べ床面積8,018m2、売場面積1,900m2
- 尼寺店（佐賀郡大和町尼寺1521-1[56]、1963年（昭和38年）3月1日開店[56]）

売場面積300m2
- ハロー犬井道店（佐賀郡川副町大字鹿ノ江95821[21]、1972年（昭和47年）4月開店[57]）

売場面積663m2
- ハロー東与賀店（佐賀郡東与賀町[36]、1985年（昭和60年）4月開店[36]）

売場面積299m2

### 三養基郡
- ハロー北茂安店（三養基郡北茂安町[36]、1986年（昭和61年）11月開店[36]）

売場面積299m2
- ハロー江見店（三養基郡三根町大字西島1276-1[58]、1982年（昭和57年）11月開店[36]）

売場面積295m2

### 鹿島市
- 鹿島店（鹿島市大字高津原3976[3]、1966年（昭和41年）7月21日開店[23]）

売場面積215m2
- アーガス鹿島店（鹿島市大字森字水町52[59]）

売場面積2,100m2
ニュータウン鹿島ショッピングセンター（延べ床面積8,240m2、店舗面積3,000m2）の核店舗として出店した600坪クラスの大型店。

### 鳥栖市
- ハロー今泉店（鳥栖市今泉町堂の前2249-1[61]、1981年（昭和56年）12月27日開店[35]）

売場面積339m2
- ハロー村田店（鳥栖市村田町4-5[62]、1984年（昭和59年）11月開店[36]）

売場面積310m2
- ハロー布津原店（鳥栖市布津原49-1[62]、1983年（昭和58年）4月開店[36]）

売場面積299m2
- ハロー鳥栖田代店（鳥栖市田代外町616-1[62]、1981年（昭和56年）5月22日開店[35]）

売場面積341m2

### 多久市
- ハロー多久店（多久市北多久町大字小侍字砂原705-7[63]、1978年（昭和53年）4月14日開店[64]）

売場面積956m2

### 小城郡
- コスモスプラザ（小城郡三日月町大字久米507[65]）

延べ床面積15,168m2、売場面積8,512m2（直営売場面積5,568m2）鉄骨造り2階建て

### 神埼郡
- 三田川店（神埼郡三田川町大字吉田785[66][67]、1979年（昭和54年）3月1日開店[66]）

敷地面積約8,900m2、鉄骨造地上1階建て、延べ床面積約3,872m2、店舗面積約2,937m2（当社店舗面積約693m2）、駐車台数約500台。
「ユニード三田川店」（約698m2）と共に「東肥前商業開発」が開設した「サンプラザ」の核店舗として出店していた: 売場面積694m2

### 福岡県

#### 福岡市

##### 博多区
- えじまや中央店（福岡市博多区銀天町1-1-3[68]、1961年（昭和36年）6月19日開店[68][69]）

売場面積561m2 → 1,136m2
- えじまや南福岡店（福岡市博多区銀天町1-30[70]、1972年（昭和47年）5月25日開店[70]）

敷地面積約3,300m2、鉄骨造地上2階建て、延べ床面積約5,382m2、店舗面積約2,664m2（当社店舗面積約1,839m2）。
- えじまや竹下店（福岡市博多区竹下旭通305[69]、1966年（昭和41年）5月開店[69][71] - ?閉店）博多区

売場面積594m2
- えじまや吉塚店（福岡市博多区吉塚1[69]、1970年（昭和45年）6月25日開店[69]）

売場面積594m2
- えじまや花野町店（福岡市博多区博多駅南3-21加納ビル[69]（旧・花野町21[72]）、1965年（昭和40年）10月開店[69][71] - ?閉店）

売場面積231m2
- えじまや月隈店（福岡市博多区立花寺[73]、1976年（昭和51年）12月開店[73]）

売場面積750m2
- くらし館JR南福岡店（福岡市博多区寿町2-9-30[74]、1997年（平成9年）10月開店[74]）

延べ床面積10,109m2、売場面積2,143m2

##### 中央区
- えじまや六本松店（福岡市中央区六本松2-2-11[75]、1977年（昭和52年）12月開店[73]）

売場面積423m2

##### 東区
- くらし館和白店（福岡市東区和白東[76]、1996年（平成8年）10月開店[77]）

延べ床面積1,295m2、売場面積917m2

##### 南区
- えじまや高宮店（福岡市南区高宮3-7-3[78]、?開店 - ?閉店）博多区

売場面積132m2
- えじまや井尻店（福岡市南区井尻4-3-22[75]（旧・上ノ原173[79]）、1963年（昭和38年）5月開店[73]）

売場面積430m2
- えじまや井尻第二店（福岡市南区井尻上ノ原174[78]、?開店 - ?閉店）博多区

売場面積150m2
- えじまや弥永店[73] → くらし館弥永店（福岡市南区柳瀬1-23-36[80]、1976年（昭和51年）10月開店[71][80]）

延べ床面積1,104m2、売場面積735m2
- えじまや大橋店（福岡市南区東大橋543[79]、1960年（昭和35年）開店[79]）

売場面積79m2
- くらし館野多目店（福岡市南区野多目[81]、1998年（平成10年）8月開店[82]）

延べ床面積1,330m2、売場面積760m2

##### 西区
- えじまや石丸店（福岡市西区石丸1-9-10[83]、1979年（昭和54年）7月開店[83]）

延べ床面積1,219m2、売場面積934m2
- くらし館周船寺店（福岡市西区周船寺[81]、1998年（平成10年）11月開店[81]）

延べ床面積1,344m2、売場面積877m2

##### 城南区
- えじまや荒江店（福岡市西区田島3[85]（旧・弓ノ馬場3丁目[68]）、1968年（昭和43年）12月8日開店[68][85]）

売場面積650m2
- えじまや長尾店（福岡市城南区友丘2-2-7[86]（旧・下長尾花町730-1[69][87]）、1966年（昭和41年）10月開店[69][73]）

売場面積495m2 → 2,900m2 → 2,331m2
- くらし館南片江店（福岡市城南区南片江[76]、1998年（平成10年）11月開店[76]）

売場面積947m2

##### 早良区
- アーガス田村店（福岡市早良区田村3-23-34[88]、1995年（平成7年）12月開店[36]）

延べ床面積1,498m2、売場面積998m2
- えじまや野芥店（福岡市早良区野芥599-1[89]、1979年（昭和54年）10月開店[73]）

売場面積303m2
- くらし館内野店（福岡市早良区早良1-14-53[88]、1998年（平成10年）11月開店[81]）

延べ床面積1,306m2、売場面積896m2
- くらし館次郎丸店（福岡市早良区次郎丸4-16-15[90]、1997年（平成9年）8月10日開店[90]）

売場面積930m2
- くらし館室見店（福岡市早良区室見[81]、1998年（平成10年）11月開店[81]）

売場面積498m2

#### 前原市
- くらし館波多江店（前原市[81]、1998年（平成10年）11月開店[81]）

売場面積954m2

#### 太宰府市
- くらし館太宰府店（太宰府市太宰府5-20-667[91]、1998年（平成10年）9月開店[91]）

延べ床面積1,036m2、売場面積663m2
- くらし館大佐野店（太宰府市向佐野字前田411[91]、1998年（平成10年）9月開店[91]）

延べ床面積1,223m2、売場面積806m2

#### 春日市
- アーガス春日店（春日市[60]）

売場面積302坪
- えじまや春日原店（春日市春日原北町3-7[92]、1960年（昭和35年）8月開店[71] - ?閉店）

売場面積600m2

##### 大野城市
- （初代）えじまや下大利店（筑紫郡大野町大字下大利[85]、1969年（昭和44年）3月開店[85]）

売場面積495m2
- （2代目）えじまや下大利店（大野城市[93]、1975年（昭和50年）12月開店[93]）

売場面積2,153m2
- えじまや白木原店（筑紫郡大野町字白木原246-1[68]、1967年（昭和42年）5月30日開店[68]）

売場面積1,350m2
- くらし館若草店（大野城市牛頸[81]、1998年（平成10年）11月開店[81]）

売場面積499m2

##### 筑紫野市
- えじまや二日市店（筑紫野市大字仲町955[94]（旧・筑紫郡筑紫野町二日市中央通956[92]）、1963年（昭和38年）8月4日開店[68]）

敷地面積約1,500m2、鉄筋コンクリート造地上2階建て、延べ床面積約2,982m2、店舗面積約2,193m2（当社店舗面積約1,698m2）、駐車台数約50台。
売場面積695m2 → 2,404m2
- くらし館筑紫駅前店（筑紫野市筑紫駅前通り[81]、1995年（平成7年）9月6日開店[96]）

売場面積656m2

#### 那珂川市
- くらし館那珂川店（筑紫郡那珂川町[81]、1998年（平成10年）11月開店[81]）

売場面積499m2

#### 柏屋郡
- アーガス宇美店（粕屋郡宇美町[36]、1998年（平成10年）7月開店[36]）

売場面積999m2
- えじまや志免店（柏屋郡志免町志免246-3[97]（旧・字寿町[85]346[98]）、1971年（昭和46年）4月1日開店[85] - ?閉店）

売場面積660m2
- くらし館篠栗店（糟屋郡篠栗町[81]、1998年（平成10年）11月開店[81]）

売場面積840m2
- くらし館粕屋店（糟屋郡粕屋町[81]、1998年（平成10年）11月開店[81]）

売場面積845m2

#### 久留米市
- くらし館野中店（久留米市野中町[81]、1998年（平成10年）11月開店[81]）

売場面積848m2
- くらし館善導寺店（久留米市善導寺町[81]、1998年（平成10年）11月開店[81]）

延べ床面積1,425m2、売場面積938m2

#### 三井郡
- ハロー若山店（小郡市小郡[36]、1982年（昭和57年）8月開店[36]）

売場面積475m2
- （初代）えじまや小郡店（三井郡小郡町前伏202[92][85]、1967年（昭和42年）11月開店[85] - ?閉店）

売場面積530m2 → 1,056m2
- （2代目）えじまや小郡店（小郡市祇園[81]（小郡町小郡字大保道28-4[100]）、1998年（平成10年）11月開店[81] - ?閉店）

売場面積4,471m2
- 三沢店（小郡市三沢3960-11[101]）

#### 宗像市
- くらし館宗像徳重店（宗像市大字徳重852-1[102]、1999年（平成11年）7月開店[102]）

延べ床面積1,224m2、売場面積858m2

#### 八女市
- ハロー八女店（八女市大字室岡字南行原25-1[103]）

延べ床面積5,149m2、売場面積3,611m2（直営売場面積3,360m2）鉄骨造り平屋建て

#### 柳川市
- ハロー西浜武店（柳川市西浜武[36]、1982年（昭和57年）12月開店[36]）

売場面積482m2

#### 大川市
- 道海島店（大川市道海島557、1974年（昭和49年）7月開店[48]、1977年（昭和53年）12月開店、1974年（昭和49年）7月開店[48]）

売場面積105m2、1974年（昭和49年）7月開店

### 長崎県
- 西海ハロー（北松浦郡佐々町[104]、1989年（平成元年）3月開店[36][104])

売場面積10,850m2（直営売場面積4,171m2）、駐車台数約600台
1,000m2の衣料品売り場や家電・インテリア・ファッションなどのテナントも導入した総合スーパー。
- ハロー佐世保北店（佐世保市矢峰町157[106])

売場面積11,066m2

## 過去に存在した事業所
- （初代）集配送センター（佐賀市西魚町60[107]）
- （2代目）配送センター（佐賀市神野町一本松[48]）

## 過去に存在した関連会社
- リンデンフーズ（佐賀市鍋島町深町[48]、1978年（昭和53年）8月設立[12]、総菜製造[12]）
- ハローフーズ（神埼郡千代田町[108]、1983年（昭和58年）設立[12]、資本金500万円[108]、漬物製造[12]）
- 大和農園（、1978年（昭和53年）8月設立[12]、もやしとカイワレの製造[12]）